# 1196
Năm 1196 là một năm trong lịch Julius.